# Pethampalayam
Pethampalayam là một thị xã panchayat của quận Erode thuộc bang Tamil Nadu, Ấn Độ.

## Nhân khẩu
Theo điều tra dân số năm 2001 của Ấn Độ, Pethampalayam có dân số 7132 người. Phái nam chiếm 50% tổng số dân và phái nữ chiếm 50%. Pethampalayam có tỷ lệ 49% biết đọc biết viết, thấp hơn tỷ lệ trung bình toàn quốc là 59,5%: tỷ lệ cho phái nam là 60%, và tỷ lệ cho phái nữ là 38%. Tại Pethampalayam, 9% dân số nhỏ hơn 6 tuổi.